# Ce n'est rien
«Ce n'est rien» es una canción interpretada por el músico francés Julien Clerc. Fue publicada en 1971 como el sencillo principal de su tercer álbum de estudio Niagara.

## Antecedentes

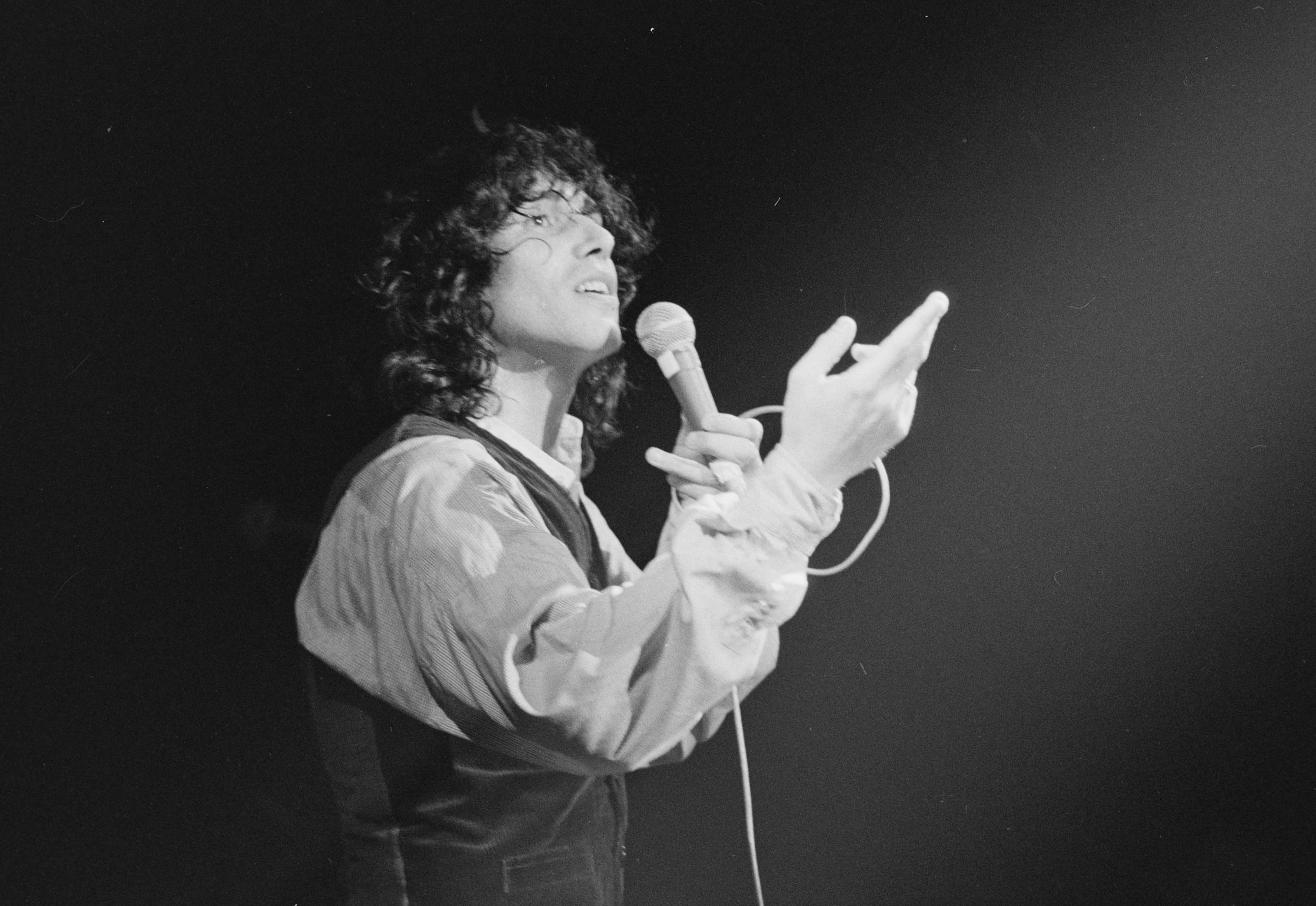
Julien Clerc, compositor de la canción, en Concertgebouw, 1976.

La letra de «Ce n'est rien» fue escrita por Étienne Roda-Gil, mientras que la música fue compuesta por Julien Clerc. La canción fue producida por Jean-Claude Petit. Fue lanzado como sencillo en Francia y Valonia en 1971. La canción alcanzó el puesto #7 en las listas de sencillos franceses, y el #4 en el Ultratop 50 de Valonia. «Ce n'est rien» se convirtió en el cuadragésimo sexto sencillo más vendido de Francia en 1971, con un total de más de 200.000 copias vendidas. En los Países Bajos, se lanzó como sencillo en 1974; alcanzó el puesto #16 en el Nederlandse Top 40 y el puesto #23 en el Single Top 100.

## Posicionamiento

### Gráfica semanal
| Gráfica (1972)                          | Pico de posición |
| --------------------------------------- | ---------------- |
| Bélgica (Valonia) (Ultratop 50 Singles) | 4                |
| Francia (IFOP)                          | 7                |

| Gráfica (1974)                    | Pico de posición |
| --------------------------------- | ---------------- |
| Países Bajos (Nederlandse Top 40) | 16               |
| Países Bajos (Single Top 100)     | 23               |

### Gráfica de fin de año
| Gráfica (1972) | Pico de posición |
| -------------- | ---------------- |
| Francia (IFOP) | 46               |